# Börmtjärnen
Börmtjärnen är en sjö i Bergs kommun i Jämtland och ingår i Ljungans huvudavrinningsområde. Sjön har en area på 0,127 kvadratkilometer och ligger 338,2 meter över havet. Sjön avvattnas av vattendraget Börmån.

## Delavrinningsområde
Börmtjärnen ingår i det delavrinningsområde (693816-143839) som SMHI kallar för Inloppet i Östra Börmtjärnen. Medelhöjden är 457 meter över havet och ytan är 36,83 kvadratkilometer. Det finns inga avrinningsområden uppströms utan avrinningsområdet är högsta punkten. Börmån som avvattnar avrinningsområdet har biflödesordning 3, vilket innebär att vattnet flödar genom totalt 3 vattendrag innan det når havet efter 186 kilometer. Avrinningsområdet består mestadels av skog (79 procent) och sankmarker (14 procent). Avrinningsområdet har 0,12 kvadratkilometer vattenytor vilket ger det en sjöprocent på 0,3 procent.